# Oracle de Demèter
L'oracle de Demèter a Patres (Acaia) era un oracle de la deïtat Demèter, per respondre a persones malaltes.
Estava format pel santuari amb un pou a l'exterior rodejat per una muralla; al pou un mirall penjat en una corda permetia passar la mirada per la superfície de l'aigua; es feien pregàries i es cremava encens i la resposta es veia al mirall com un mort o recuperat.